# Jákli Antal
Jákli Antal (Szombathely, 1958. október 3. –) magyar-amerikai fizikus, a Kent State University kémiai fizika professzora. A hajlított magú, flexoelektromos és ferroelektromos folyadékkristályokkal kapcsolatos munkásságáról ismert. A Magyar Tudományos Akadémia doktora (2001).

## Oktatás és karrier
1983-ban szerzett diplomát, majd 1986-ban doktorált fizikából a budapesti Eötvös Loránd Tudományegyetemen. 1989–1992 között a Kent State University-n Alfred Saupe mellett, majd 1993–1995 között a németországi Halle-ban a Max Planck Intézetben posztdoktori ösztöndíjasként dolgozott. Ezután a budapesti Szilárdtestfizikai Kutatóintézet (SZFKI) tudományos munkatársa lett. 2001-ben a Magyar Tudományos Akadémia doktora lett.
1999-ben az USA-ba költözött, hogy a Kent Állami Egyetem Folyadékkristály Intézetének munkatársaként dolgozzon. 2004-ben adjunktus lett, majd 2007-ben kinevezték, és 2012-ben teljes jogú professzorrá léptették elő.

### Munkássága
Kutatási területe a folyadékkristályok felületi kölcsönhatásai és reológiai tulajdonságai, valamint a nem királis molekulákból álló ferroelektromos folyadékkristályok vizsgálata.

## Díjai
- Alfred Saupe Prize (2020)
- Outstanding Research Scholar of Kent State University (2012)
- Luckhurst-Samulski Prize 2010 (Taylor & Francis)
- Institute for Complex Adaptive Matter-ICAM Track II Postdoctoral Fellowship (2008, 2009)
- Library Research Collection Award, Kent State University (2007)
- Department of Education (2003)
- Bólyai Young Researchers Scholar (1998-1999), Hungarian Academy of Sciences
- Outstanding Research Associate, Kent State University (1992)
- KFKI Ifjúsági díj (1986, 1989)[4]

## Fordítás
- Ez a szócikk részben vagy egészben  az   Antal Jákli című angol Wikipédia-szócikk ezen változatának fordításán alapul.  Az eredeti cikk szerkesztőit annak laptörténete sorolja fel. Ez a jelzés csupán a megfogalmazás eredetét és a szerzői jogokat jelzi, nem szolgál a cikkben szereplő információk forrásmegjelöléseként.